# ケイティブレイブ
ケイティブレイブ（欧字名:K T Brave、2013年5月11日 - ）は、日本の競走馬。主な勝ち鞍は2017年の帝王賞、2018年の川崎記念、JBCクラシック。
馬名の意味は、冠名＋勇士。

## 経歴

### 2歳 (2015年)
8月30日に芝でのデビュー戦となったが6番人気での8着と振るわず次戦からはダートに転向。2戦目9月12日の未勝利戦では12番人気の低評価ながら2着に好走、続く9月26日の未勝利戦では向こう正面で一気に先頭に立つと後続を突き放し、2着に5馬身差を付けて圧勝した。その後条件戦を3走したが3着、5着、3着となり、この年を終える。

### 3歳 (2016年)
初戦となった1月17日の500万下競走は1番人気に応えて勝利したものの、続く2月21日のヒヤシンスSは4着、4月3日の伏竜Sは3着と勝ちきれない状態が続いた。
重賞初挑戦となった5月4日の兵庫チャンピオンシップではヒヤシンスSに勝利したゴールドドリームが1.3倍の圧倒的支持を受ける中で2番人気となったが、レースでは先手を取ると追ってきたゴールドドリームを直線で突き放し、7馬身差の圧勝で重賞初制覇を飾った。
7月13日のジャパンダートダービーでは前走と同じく先手を取ってレースを引っ張り、キョウエイギアには離されたもののゴールドドリームには再び先着する2着に逃げ粘った。
8月7日のレパードステークスでは逃げ切りを図ったがゴール手前でグレンツェントに差されてクビ差の2着。1.7倍の支持を受けた9月17日のラジオ日本賞でも先手を取ったが、追い込んできたメイショウスミトモに交わされ2着となった。
続く10月4日の白山大賞典は2番手で競馬を進めて直線で先頭に立ち、後続の追走を振り切って優勝。次走11月22日の浦和記念では1.7倍の1番人気に推され、2番手から向こう正面で先頭を奪うと、2着クリソライトを4馬身引き離して重賞連勝を飾った。
年内最終戦となる12月15日の名古屋グランプリでも圧倒的支持を受け先頭に立ってレースを進めたが、2番手に位置していた前年優勝馬アムールブリエに直線入り口で交わされ、同馬から3馬身差の2着に敗れた。

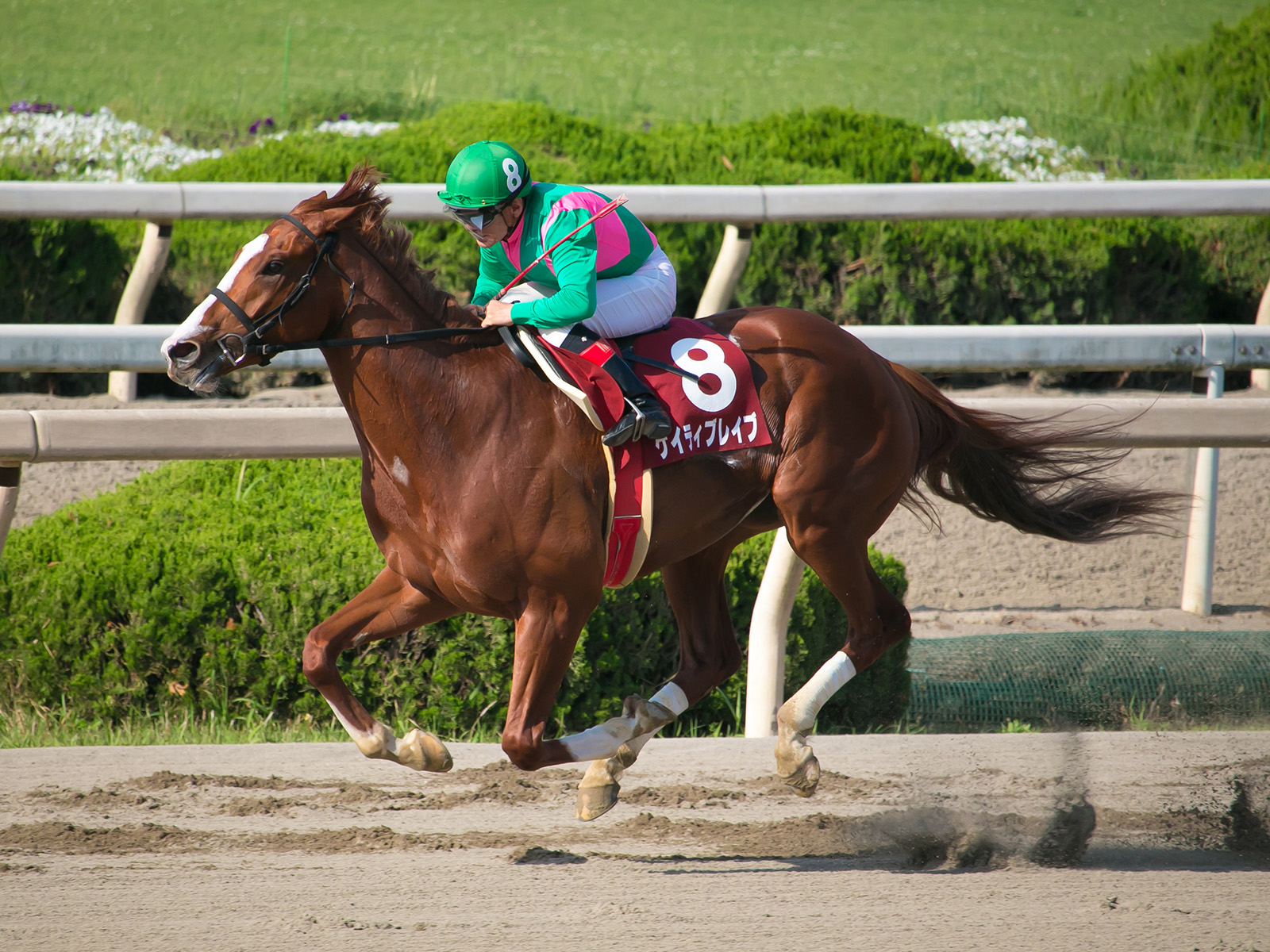
2016年兵庫チャンピオンシップ

### 4歳 (2017年)
年明け初戦となった2月1日の川崎記念では2016年最優秀ダートホースのサウンドトゥルーに次ぐ2番人気に推されたが、逃げるオールブラッシュに突き放されて5着に終わった。続く2月19日のフェブラリーステークスはここまで騎乗していた武豊がコパノリッキーに騎乗するため鞍上が幸英明に乗り替わりとなり、11番人気での6着となった。
福永祐一を鞍上に迎えた3月30日の名古屋大賞典ではスタートから先手を奪うと、そのまま逃げ切り、ピオネロに1馬身半差をつけ交流重賞4勝目をマークした。しかし5月20日の平安ステークスは3コーナーでいったんは先頭に立つも失速し5着に敗れる。
6番人気で迎えた6月28日の帝王賞は、スタートで躓いて今までの先行策とは一転して後方からのレースとなり、鞍上の福永が「もう終わった」と思う展開となったが、直線で外から一気に脚を伸ばすと、前を行くアウォーディー、クリソライトを差し切り、最後は2着に1馬身3/4差をつけJpnI初制覇を果たした。
9月27日の日本テレビ盃では1番人気に推され、逃げるモーニンの2番手で競馬を進めて直線ではアポロケンタッキー、追って来たサウンドトゥルーとの4頭での叩き合いとなったが、外の2頭に交わされて3着。続く11月3日のJBCクラシックでは中団に控えて直線で先頭に並びかけたが、外から追い込んできたサウンドトゥルーに差し切られ2着となった。
3番人気で迎えた次走12月3日のチャンピオンズカップではコパノリッキーが逃げる展開の中、1番人気のテイエムジンソクを追う形で先団に位置を取って直線で前を追ったが、前の2頭との差を詰められず、後方から追い込んできたゴールドドリームにも交わされ4着に終わった。この年最後の出走となった12月29日の東京大賞典では1番人気に推されコパノリッキーを2番手から追走したが、直線ではコパノリッキーに差を開けられ、さらにサウンドトゥルーに差されて3着となった。

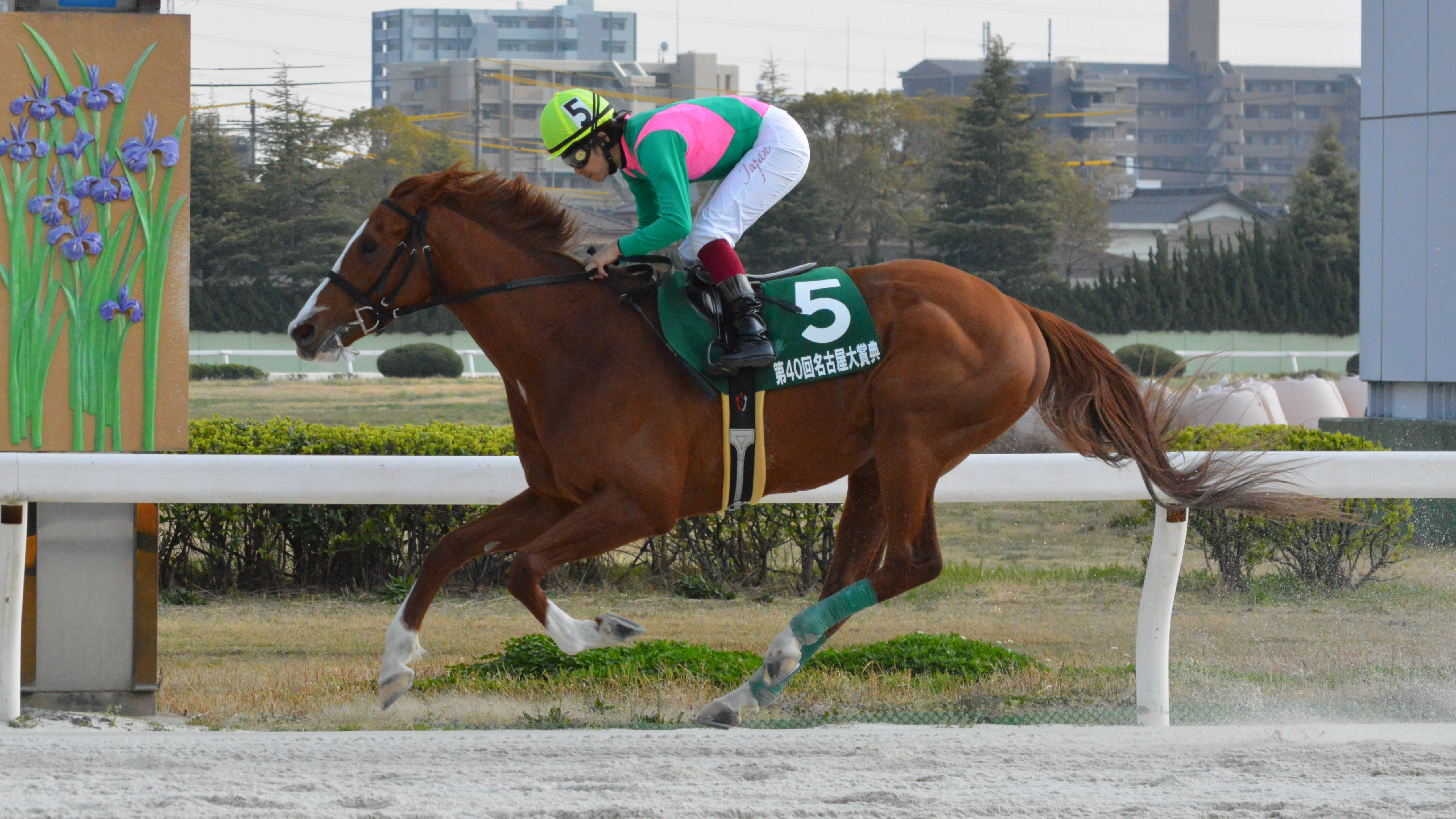
名古屋大賞典

### 5歳 (2018年)
1月31日の川崎記念から始動し、好スタートからハナを奪うとそのまま先頭を譲らず、直線ではリードを保ったままゴールしてJpnI2勝目を飾った。続いて2月18日のフェブラリーステークスに出走。本馬を管理する目野哲也調教師が定年を迎えるため、師の最後のGIとして臨んだが、逃げたニシケンモノノフが最下位、2番人気だった先行勢のテイエムジンソクも12着という速い流れとなり、3番手で競馬を進めたが11着に大敗した。
その後、2月末での目野調教師の引退に伴って杉山晴紀厩舎へと転厩した。
3月14日のダイオライト記念ではアポロケンタッキーと共に1倍台の人気に推されて先頭でレースを引っ張り、並んできたアポロケンタッキーを振り切って優勝。管理する杉山調教師にとっては初の重賞制覇となった。
次走の6月28日帝王賞でも1番人気となり、ハイペースで逃げるテイエムジンソクを先団から追走したが、直線で叩き合いとなったゴールドドリームにクビ差競り負けて2着に惜敗した。
次走は初の海外遠征となる9月9日のコリアカップへの出走を予定していたが、招待が来なかったため10月3日の日本テレビ盃に出走。鞍上の福永が2週間前に落馬負傷したため復帰初戦となったが1番人気に推され、2番手追走から直線で先頭に立つと、2着アポロケンタッキーに2馬身差を付けて勝利した。

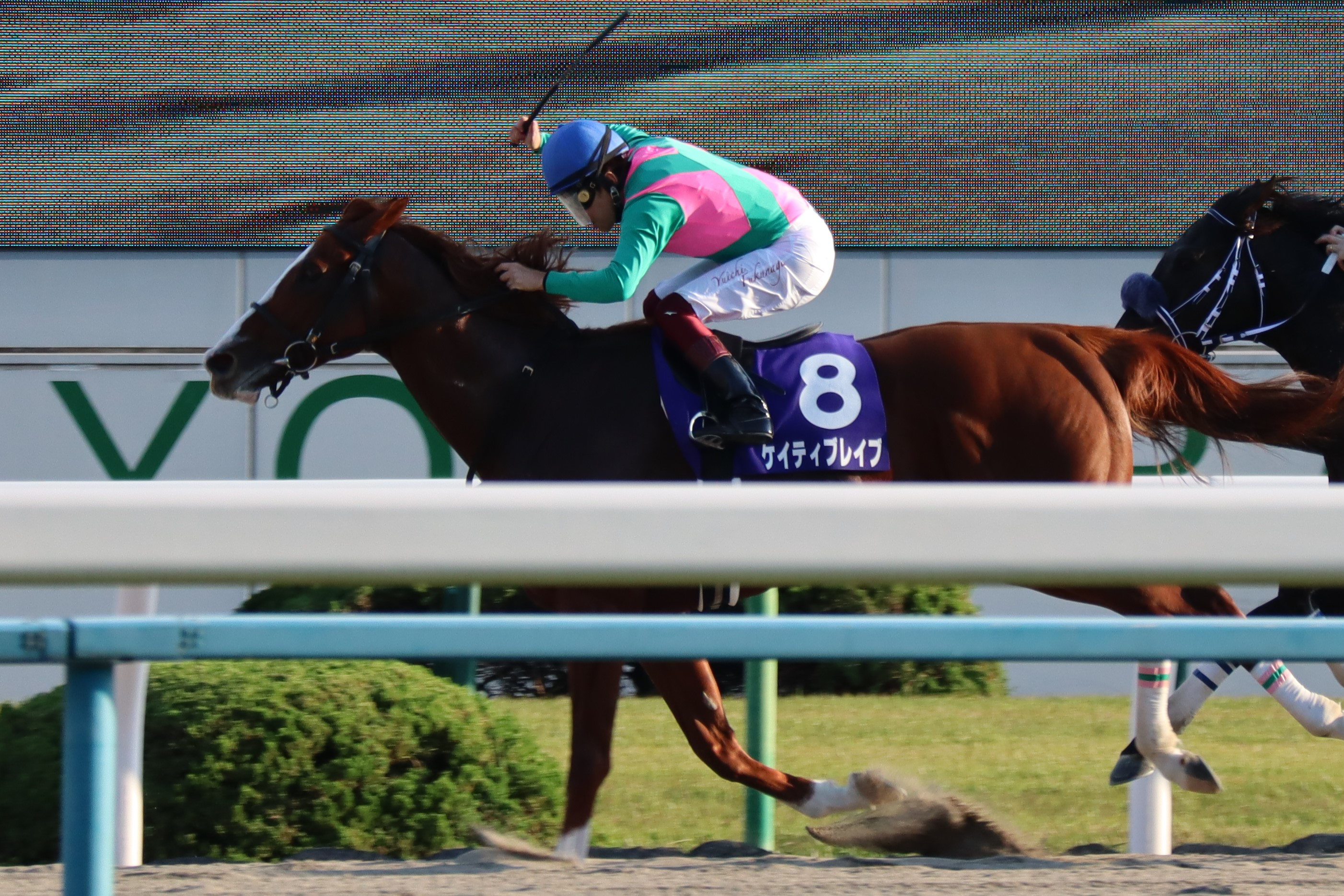
2018年JBCクラシック

その後は京都競馬場で開催された11月4日のJBCクラシックに出走。中央での勝利は2016年1月の条件戦が最後と戦績が振るわないため、重賞馬サンライズソア、オメガパフュームに次ぐ3番人気に留まった。レースでは中団に待機し、向こう正面から3コーナーにかけて前に進出すると、直線でサンライズソアを交わして先頭に立ち、追い込んできたオメガパフュームも振り切って優勝。JpnI3勝目を飾るとともに中央重賞初制覇を達成した。
続く12月2日のチャンピオンズカップではルヴァンスレーヴに次ぐ2番人気に推されたが、中団待機から直線でも伸びず11着に敗退。鞍上の福永は「こんなに負ける馬じゃない」とコメントし、「直線で西日を気にしていた」ことを敗因の一つに挙げた。
年内最終戦として12月29日の東京大賞典に2番人気で出走、5番手で競馬を進めて直線で一旦は先頭に立ったものの、外からオメガパフュームとゴールドドリームに差されて3着となった。
なお、2018年JRA賞最優秀ダートホースの記者投票では1票を獲得している。

### 6歳（2019年）
年内初戦には3年連続の出走となる1月30日の川崎記念を選択し、単勝オッズ1.2倍の圧倒的な支持を受けた。道中は先団に位置を取って直線で先頭に並びかけたが、内のオールブラッシュとの間を割って伸びて来たミツバに差を開けられ、2馬身1/2差の2着となった。
その後、3月30日に行われるドバイワールドカップの出走馬に選出され、招待を受諾。鞍上にジョアン・モレイラを迎えての参戦を予定していたが、レース前日に疝痛を発症し出走を取り消した。その後さらに腸捻転を発症。緊急手術を行い、成功したものの復帰は秋を予定していると発表された。
その後は長期休養を挟み、約8カ月振りの実戦として11月28日の浦和記念に出走。鞍上には短期免許で来日していたクリストフ・スミヨンを迎える予定だったが、同騎手が前日の調教中に負傷したため、御神本訓史に乗り替わっての出走となった。レースではスタートから押して3番手に位置を取り、2周目の向こう正面で先頭に並びかけ、4コーナーで先頭に立つとそのまま後続の追走を振り切り、2着に3馬身差を付けて優勝。復帰初戦を勝利で飾るとともに、2016年の優勝以来3年振り2度目の浦和記念制覇となった。
次走12月29日の東京大賞典ではゴールドドリーム、オメガパフュームと人気を分け合い3番人気で出走。好スタートから2番手を追走したが、直線半ばで逃げたアポロテネシーと共に失速し8着に敗れた。

### 7歳（2020年）
年明け初戦として4年連続の出走となる1月29日の川崎記念を選択、前年のJBCクラシック優勝馬チュウワウィザードが圧倒的支持を集める中で2番人気に推されたが、逃げの手を打ったレースでは2周目の3コーナーで早々に後退し6着に敗退。鞍上の森泰斗は「流れの割に頑張れなかったです」とコメントした。
次走は本馬を所有する瀧本和義オーナーの要望により、鞍上に初コンビとなる長岡禎仁を迎えて2月23日のフェブラリーステークスに出走することが決定。同騎手はデビュー9年目でGI初騎乗となったが、長年調教で本馬に騎乗していることを踏まえての采配であった。レースでは大きく人気を落とし、出走馬中最低人気の単勝オッズ142.6倍での出走となったが、ハイペースの中で中団に位置を取って直線では外から脚を伸ばし、優勝した1番人気のモズアスコットには2馬身半差を付けられたものの2着に入線。鞍上の長岡は1986年以降にデビューしたJRA騎手の中で史上7人目となる「中央GI初騎乗での3着以内」を達成した。レース後、長岡は「調教段階から馬とコミュケーションを取ってきたことが（2着に）つながったと思う。乗せていただき感謝しています」とコメント。それでも「あそこまで行ったら、勝ちたかったです」と悔しさを露わにしたが、瀧本オーナーは「長岡くんが完璧な騎乗をしてくれた。私にとっては勝ったも同然です」と喜んだ（詳細は第37回フェブラリーステークスを参照）。
その後は前走に引き続きマイル戦となる5月5日のかしわ記念に出走、これ以降のレースでも鞍上は引き続き長岡が務めることとなった。7頭立てながらモズアスコットやルヴァンスレーヴといったメンバーが揃い、単勝オッズは中央勢でのブービー人気となる5番人気に留まった。レースではモズアスコットを前に見る形で5番手に位置を取り、4コーナーで内ラチ沿いを回って進出したものの、スローでの逃げに持ち込んでいた6番人気ワイドファラオとの差を詰め切れず2馬身差の2着でゴール。鞍上の長岡は「瀧本オーナーや杉山調教師、杉山厩舎の皆様には、こういう舞台に立たせて頂いた事を感謝しています。勝って恩返しをしたかったのですが、勝てなかった事が残念です」とコメントした。
そして続くかしわ記念で2着となった後、帝王賞に出走。大外枠のスタートから序盤は後方に位置を取り、道中で位置取りを押し上げていったが、直線では伸びを欠き6着に敗れた。

### 8歳（2021年）
6月30日付で美浦トレーニングセンターの清水英克厩舎に転厩した。
脚部不安による長期休養明け、1年1か月ぶりの実戦となったエルムステークスは6着に入る。復帰2戦目のシリウスステークスはトップハンデ58.5kgを背負ってのレースとなり11着と惨敗する。続くJBCクラシックは好位から競馬をし5着を確保したがチャンピオンズカップは最後方から伸びず13着に沈んだ。

### 9歳（2022年）
9歳初戦となった川崎記念は11着、2月20日のフェブラリーステークスは最下位の16着に終わった。3月19日に左前浅屈腱炎を発症していることが判明、9ヶ月以上の休養を要する見込みとなり、3月30日付けで競走馬登録を抹消され現役を引退した。
引退後は北海道新冠町の優駿スタリオンステーションで種牡馬となった。
2023年には31頭、2024年には14頭に種付けしたが、2024年12月にオーナーの預託馬としてヴェルサイユリゾートファームへと移動した。2024年12月にスタッドブック上では種牡馬から用途変更となっているが、2025年2月の記事によるとケイティブレイブの種牡馬登録は継続しているという。

## 競走成績
| 競走日     | 競馬場   | 競走名            | 格      | 距離（馬場）  | 頭 数 | 枠 番 | 馬 番 | オッズ （人気） | 着順 | タイム （上がり3F） | 着差 | 騎手        | 斤量 [kg] | 1着馬（2着馬）         | 馬体重 [kg] |
| ---------- | -------- | ----------------- | ------- | ------------- | ----- | ----- | ----- | --------------- | ---- | ------------------- | ---- | ----------- | --------- | ---------------------- | ----------- |
| 2015.08.30 | 小倉     | 2歳新馬           |         | 芝1800m（良） | 8     | 1     | 1     | 023.30（6人）   | 08着 | R1:53.7（38.3）     | -3.2 | 0三津谷隼人 | 51        | ストロングタイタン     | 482         |
| 0000.09.12 | 阪神     | 2歳未勝利         |         | ダ1800m（稍） | 15    | 1     | 1     | 106.2（12人）   | 02着 | R1:54.5（38.5）     | -0.4 | 0国分優作   | 54        | スーパーライナー       | 478         |
| 0000.09.26 | 阪神     | 2歳未勝利         |         | ダ1800m（重） | 11    | 5     | 5     | 002.80（2人）   | 01着 | R1:56.2（40.5）     | -0.9 | 0国分優作   | 54        | （カフジプリンス）     | 482         |
| 0000.10.17 | 東京     | プラタナス賞      | 500万下 | ダ1600m（不） | 13    | 2     | 2     | 015.10（6人）   | 03着 | R1:36.7（37.9）     | -0.1 | 0津村明秀   | 55        | エネスク               | 472         |
| 0000.12.05 | 中京     | 寒椿賞            | 500万下 | ダ1400m（良） | 13    | 6     | 9     | 004.10（2人）   | 05着 | R1:25.6（39.1）     | -1.1 | 0石橋脩     | 55        | クリスタルタイソン     | 492         |
| 0000.12.19 | 阪神     | 樅の木賞          | 500万下 | ダ1800m（良） | 12    | 7     | 11    | 016.70（4人）   | 03着 | R1:52.9（37.5）     | -0.3 | 0国分優作   | 55        | スマートシャレード     | 484         |
| 2016.01.17 | 京都     | 3歳500万下        |         | ダ1800m（良） | 8     | 2     | 2     | 002.30（1人）   | 01着 | R1:54.2（37.8）     | -0.2 | 0国分優作   | 56        | （クリノリトミシュル） | 488         |
| 0000.02.21 | 東京     | ヒヤシンスS       | OP      | ダ1600m（重） | 14    | 8     | 14    | 041.60（7人）   | 04着 | R1:35.8（36.1）     | -0.4 | 0勝浦正樹   | 56        | ゴールドドリーム       | 480         |
| 0000.04.03 | 中山     | 伏竜S             | OP      | ダ1800m（稍） | 15    | 3     | 4     | 015.40（4人）   | 03着 | R1:52.8（38.7）     | -0.4 | 0勝浦正樹   | 56        | ストロングバローズ     | 488         |
| 0000.05.04 | 園田     | 兵庫CS            | JpnII   | ダ1870m（良） | 12    | 6     | 8     | 004.60（2人）   | 01着 | R2:00.2（37.7）     | -1.2 | 0川原正一   | 56        | （ゴールドドリーム）   | 484         |
| 0000.07.13 | 大井     | ジャパンDダービー | JpnI    | ダ2000m（良） | 12    | 8     | 13    | 004.80（3人）   | 02着 | R2:06.6（39.8）     | -0.9 | 0武豊       | 56        | キョウエイギア         | 495         |
| 0000.08.07 | 新潟     | レパードS         | GIII    | ダ1800m（良） | 13    | 4     | 5     | 002.50（1人）   | 02着 | R1:50.6（37.3）     | -0.0 | 0武豊       | 56        | グレンツェント         | 492         |
| 0000.09.17 | 中山     | ラジオ日本賞      | OP      | ダ1800m（稍） | 9     | 3     | 3     | 001.70（1人）   | 02着 | R1:50.7（37.9）     | -0.1 | 0蛯名正義   | 54        | メイショウスミトモ     | 484         |
| 0000.10.04 | 金沢     | 白山大賞典        | JpnIII  | ダ2100m（良） | 12    | 8     | 12    | 002.10（1人）   | 01着 | R2:15.1（38.9）     | -0.2 | 0武豊       | 55        | （アムールブリエ）     | 491         |
| 0000.11.22 | 浦和     | 浦和記念          | JpnII   | ダ2000m（重） | 11    | 6     | 6     | 001.30（1人）   | 01着 | R2:07.0（39.1）     | -0.7 | 0武豊       | 55        | （クリソライト）       | 489         |
| 0000.12.15 | 名古屋   | 名古屋GP          | JpnII   | ダ2500m（重） | 12    | 3     | 3     | 001.50（1人）   | 02着 | R2:42.4（38.9）     | -0.7 | 0武豊       | 55        | アムールブリエ         | 501         |
| 2017.02.01 | 川崎     | 川崎記念          | JpnI    | ダ2100m（良） | 12    | 6     | 8     | 003.30（2人）   | 05着 | R2:15.5（38.7）     | -0.9 | 0武豊       | 56        | オールブラッシュ       | 491         |
| 0000.02.19 | 東京     | フェブラリーS     | GI      | ダ1600m（良） | 16    | 8     | 15    | 044.1（11人）   | 06着 | R1:35.6（36.3）     | -0.5 | 0幸英明     | 57        | ゴールドドリーム       | 498         |
| 0000.03.30 | 名古屋   | 名古屋大賞典      | JpnIII  | ダ1900m（良） | 9     | 5     | 5     | 004.50（3人）   | 01着 | R2:02.5（40.5）     | -0.3 | 0福永祐一   | 58        | （ピオネロ）           | 502         |
| 0000.05.20 | 京都     | 平安S             | GIII    | ダ1900m（良） | 16    | 8     | 16    | 008.40（4人）   | 05着 | R1:56.5（38.8）     | -0.8 | 0福永祐一   | 58        | グレイトパール         | 504         |
| 0000.06.28 | 大井     | 帝王賞            | JpnI    | ダ2000m（重） | 16    | 2     | 3     | 008.20（6人）   | 01着 | R2:04.4（36.5）     | -0.3 | 0福永祐一   | 57        | （クリソライト）       | 504         |
| 0000.09.27 | 船橋     | 日本テレビ盃      | JpnII   | ダ1800m（稍） | 11    | 8     | 10    | 002.30（1人）   | 03着 | R1:53.0（37.3）     | -0.1 | 0福永祐一   | 58        | アポロケンタッキー     | 503         |
| 0000.11.03 | 大井     | JBCクラシック     | JpnI    | ダ2000m（重） | 13    | 8     | 12    | 004.30（3人）   | 02着 | R2:04.7（37.6）     | -0.2 | 0福永祐一   | 57        | サウンドトゥルー       | 503         |
| 0000.12.03 | 中京     | チャンピオンズC   | GI      | ダ1800m（良） | 15    | 1     | 2     | 006.60（3人）   | 04着 | R1:50.4（36.2）     | -0.3 | 0福永祐一   | 57        | ゴールドドリーム       | 512         |
| 0000.12.29 | 大井     | 東京大賞典        | GI      | ダ2000m（良） | 16    | 6     | 12    | 003.50（1人）   | 03着 | R2:05.3（38.0）     | -1.1 | 0福永祐一   | 57        | コパノリッキー         | 511         |
| 2018.01.31 | 川崎     | 川崎記念          | JpnI    | ダ2100m（稍） | 10    | 6     | 6     | 002.70（1人）   | 01着 | R2:14.9（37.1）     | -0.2 | 0福永祐一   | 57        | （アポロケンタッキー） | 516         |
| 0000.02.18 | 東京     | フェブラリーS     | GI      | ダ1600m（良） | 16    | 1     | 2     | 015.40（5人）   | 11着 | R1:37.7（39.4）     | -1.7 | 0福永祐一   | 57        | ノンコノユメ           | 516         |
| 0000.03.14 | 船橋     | ダイオライト記念  | JpnII   | ダ2400m（稍） | 9     | 1     | 1     | 001.80（1人）   | 01着 | R2:34.8（40.4）     | -0.3 | 0福永祐一   | 56        | （アポロケンタッキー） | 511         |
| 0000.06.27 | 大井     | 帝王賞            | JpnI    | ダ2000m（良） | 15    | 2     | 2     | 002.80（1人）   | 02着 | R2:04.3（38.8）     | -0.1 | 0福永祐一   | 57        | ゴールドドリーム       | 512         |
| 0000.10.03 | 船橋     | 日本テレビ盃      | JpnII   | ダ1800m（稍） | 12    | 5     | 6     | 001.90（1人）   | 01着 | R1:52.5（36.4）     | -0.4 | 0福永祐一   | 58        | （アポロケンタッキー） | 508         |
| 0000.11.04 | 京都     | JBCクラシック     | JpnI    | ダ1900m（良） | 16    | 4     | 8     | 004.30（3人）   | 01着 | R1:56.7（37.0）     | -0.1 | 0福永祐一   | 57        | （オメガパフューム）   | 518         |
| 0000.12.02 | 中京     | チャンピオンズC   | GI      | ダ1800m（良） | 15    | 5     | 8     | 005.00（2人）   | 11着 | R1:51.5（36.7）     | -1.4 | 0福永祐一   | 57        | ルヴァンスレーヴ       | 528         |
| 0000.12.29 | 大井     | 東京大賞典        | GI      | ダ2000m（良） | 16    | 1     | 2     | 002.80（2人）   | 03着 | R2:06.3（39.4）     | -0.4 | 0福永祐一   | 57        | オメガパフューム       | 514         |
| 2019.01.30 | 川崎     | 川崎記念          | JpnI    | ダ2100m（良） | 11    | 2     | 2     | 001.20（1人）   | 02着 | R2:15.5（39.9）     | -0.5 | 0福永祐一   | 57        | ミツバ                 | 513         |
| 0000.03.30 | メイダン | ドバイWC          | G1      | ダ2000m（良） | 12    |       | 11    |                 | 取消 |                     |      | 0J.モレイラ | 57        | Thunder Snow           | 計不        |
| 0000.11.28 | 浦和     | 浦和記念          | JpnII   | ダ2000m（重） | 12    | 1     | 1     | 004.60（2人）   | 01着 | R2:05.4（37.6）     | -0.6 | 0御神本訓史 | 58        | （アナザートゥルース） | 517         |
| 0000.12.29 | 大井     | 東京大賞典        | GI      | ダ2000m（稍） | 13    | 2     | 2     | 003.40（3人）   | 08着 | R2:08.1（41.9）     | -3.2 | 0御神本訓史 | 57        | オメガパフューム       | 520         |
| 2020.01.29 | 川崎     | 川崎記念          | JpnI    | ダ2100m（不） | 12    | 1     | 1     | 003.20（2人）   | 06着 | R2:15.9（40.8）     | -1.8 | 0森泰斗     | 57        | チュウワウィザード     | 520         |
| 0000.02.23 | 東京     | フェブラリーS     | GI      | ダ1600m（良） | 16    | 8     | 15    | 142.6（16人）   | 02着 | R1:35.6（35.6）     | -0.4 | 0長岡禎仁   | 57        | モズアスコット         | 524         |
| 0000.05.05 | 船橋     | かしわ記念        | JpnI    | ダ1600m（良） | 7     | 4     | 4     | 012.10（5人）   | 02着 | R1:39.0（36.0）     | -0.4 | 0長岡禎仁   | 57        | ワイドファラオ         | 521         |
| 0000.06.24 | 大井     | 帝王賞            | JpnI    | ダ2000m（重） | 14    | 8     | 14    | 021.60（5人）   | 06着 | R2:06.3（36.9）     | -1.0 | 0長岡禎仁   | 57        | クリソベリル           | 520         |
| 2021.08.08 | 函館     | エルムS           | GIII    | ダ1700m（良） | 14    | 2     | 2     | 042.8（12人）   | 06着 | R1:45.2（38.3）     | -0.7 | 0団野大成   | 58        | スワーヴアラミス       | 528         |
| 0000.10.02 | 中京     | シリウスS         | GIII    | ダ1900m（良） | 16    | 5     | 9     | 029.1（10人）   | 11着 | R1:59.5（39.3）     | -2.1 | 0内田博幸   | 58.5      | サンライズホープ       | 522         |
| 0000.11.03 | 金沢     | JBCクラシック     | JpnI    | ダ2100m（良） | 12    | 6     | 8     | 047.30（7人）   | 05着 | R2:14.3（37.1）     | -1.2 | 0内田博幸   | 57        | ミューチャリー         | 523         |
| 0000.12.05 | 中京     | チャンピオンズC   | GI      | ダ1800m（良） | 16    | 5     | 10    | 216.9（16人）   | 13着 | R1:52.1（37.4）     | -2.4 | 0内田博幸   | 57        | テーオーケインズ       | 526         |
| 2022.02.02 | 川崎     | 川崎記念          | JpnI    | ダ2100m（良） | 13    | 4     | 5     | 055.00（8人）   | 11着 | R2:18.9（41.3）     | -4.0 | 0笹川翼     | 57        | チュウワウィザード     | 537         |
| 0000.02.20 | 東京     | フェブラリーS     | GI      | ダ1600m（重） | 16    | 7     | 14    | 141.5（16人）   | 16着 | R1:36.1（36.3）     | -2.3 | 0菅原明良   | 57        | カフェファラオ         | 528         |

- 出典: [65][66]

## 血統表
| ケイティブレイブの血統          | ケイティブレイブの血統                               | ケイティブレイブの血統             | （血統表の出典）                   | （血統表の出典）      |
| 父系                            | ヘイロー系（サンデーサイレンス系）                   | ヘイロー系（サンデーサイレンス系） | ヘイロー系（サンデーサイレンス系） | [ § 2 ]               |
| 父 アドマイヤマックス 1999 鹿毛 | 父の父*サンデーサイレンス Sunday Silence 1986 青鹿毛 | Halo                               | Hail to Reason                     | Hail to Reason        |
| 父 アドマイヤマックス 1999 鹿毛 | 父の父*サンデーサイレンス Sunday Silence 1986 青鹿毛 | Halo                               | Cosmah                             |                       |
| 父 アドマイヤマックス 1999 鹿毛 | 父の父*サンデーサイレンス Sunday Silence 1986 青鹿毛 | Wishing Well                       | Understanding                      | Understanding         |
| 父 アドマイヤマックス 1999 鹿毛 | 父の父*サンデーサイレンス Sunday Silence 1986 青鹿毛 | Wishing Well                       | Mountain Flower                    |                       |
| 父 アドマイヤマックス 1999 鹿毛 | 父の母ダイナシュート 1982 栗毛                       | *ノーザンテースト                  | Northern Dancer                    | Northern Dancer       |
| 父 アドマイヤマックス 1999 鹿毛 | 父の母ダイナシュート 1982 栗毛                       | *ノーザンテースト                  | Lady Victoria                      |                       |
| 父 アドマイヤマックス 1999 鹿毛 | 父の母ダイナシュート 1982 栗毛                       | シャダイマイン                     | *ヒッティングアウェー              | *ヒッティングアウェー |
| 父 アドマイヤマックス 1999 鹿毛 | 父の母ダイナシュート 1982 栗毛                       | シャダイマイン                     | *ファンシミン                      |                       |
| 母 ケイティローレル 2006 栗毛   | 母の父サクラローレル 1991 栃栗毛                     | Rainbow Quest                      | Blushing Groom                     | Blushing Groom        |
| 母 ケイティローレル 2006 栗毛   | 母の父サクラローレル 1991 栃栗毛                     | Rainbow Quest                      | I Will Follow                      |                       |
| 母 ケイティローレル 2006 栗毛   | 母の父サクラローレル 1991 栃栗毛                     | *ローラローラ                      | Saint Cyrien                       | Saint Cyrien          |
| 母 ケイティローレル 2006 栗毛   | 母の父サクラローレル 1991 栃栗毛                     | *ローラローラ                      | Bold Lady                          |                       |
| 母 ケイティローレル 2006 栗毛   | 母の母*ビーマイファイア Be My Fire 1986 栗毛         | Be My Guest                        | Northern Dancer                    | Northern Dancer       |
| 母 ケイティローレル 2006 栗毛   | 母の母*ビーマイファイア Be My Fire 1986 栗毛         | Be My Guest                        | What a Treat                       |                       |
| 母 ケイティローレル 2006 栗毛   | 母の母*ビーマイファイア Be My Fire 1986 栗毛         | Fire and Ice                       | Reliance                           | Reliance              |
| 母 ケイティローレル 2006 栗毛   | 母の母*ビーマイファイア Be My Fire 1986 栗毛         | Fire and Ice                       | Glorifying                         |                       |
| 母系(F-No.)                     | ビーマイフアイア系(FN:1-s)                           | ビーマイフアイア系(FN:1-s)         | ビーマイフアイア系(FN:1-s)         | [ § 3 ]               |
| 5代内の近親交配                 | Northern Dancer 4×4=12.50%                           | Northern Dancer 4×4=12.50%         | Northern Dancer 4×4=12.50%         | [ § 4 ]               |
| 出典                            | 1. 2. 3. 4.                                          | 1. 2. 3. 4.                        | 1. 2. 3. 4.                        | 1. 2. 3. 4.           |

- 母の半姉ウイニングリバーの仔にマイネルブルック[69]（2004年きさらぎ賞）とケイティラブ[70]（2010年アイビスサマーダッシュ）、半姉にダート重賞8勝のビーマイナカヤマがいる。
- 8代母は一大牝系を築いた名繁殖牝馬ラトロワンヌ。5代母Glamourから広がる牝系にはアサティスやリズム、ウッドマンなどの活躍馬がおり、更に遡るとバックパサー、アレフランス、イージーゴアといった名馬も同じ牝系の出身である。